# 赤生津館跡
赤生津館跡（あこうづやかたあと）は、宮城県登米市豊里町庚申にある中世居館跡である。登米市指定文化財（史跡）。

## 概要
平安時代末期から鎌倉時代にかけて、奥州藤原氏一族の居館であったが滅んだ後、葛西氏の臣族が居住した館の跡。
1977年（昭和52年）、当時の豊里町の史跡に指定され、現在市の史跡となっている。

## 現状
小高い丘となっており、草木に覆われている。

## アクセス
- JR東日本気仙沼線御岳堂駅から車で5分
- JR東日本気仙沼線陸前豊里駅から車で10分
- 三陸沿岸道路桃生豊里ICから車で15分